# Pollaczek–Khinchine-formula
A sorbanállás-elméletben a Pollaczek–Khinchine-formula kifejezi az átlagos sorbanállási hosszúságot, ahol a feladatok a Poisson-folyamat szerint érkeznek, és a szolgáltatás ideje általános eloszlást mutat az M/G/1-típusú sorbanállás szerint. A képlettel kiszámítható az átlagos várakozási idő is.
A képletet először Pollaczek Félix publikálta 1930-ban, és két évvel később Alekszandr Hincsin átdolgozta.

## Az átlagos sorbanállási hossz
Az átlagos sorbanállási hossz
{\displaystyle L=\rho +{\frac {\rho ^{2}+\lambda ^{2}\operatorname {Var} (S)}{2(1-\rho )}}}
ahol 
- {\displaystyle \lambda } A Poisson-folyamat beérkezési rátája
- {\displaystyle 1/\mu } az S időeloszlás várható értéke
- {\displaystyle \rho =\lambda /\mu } a kihasználás
- Var(S) az S szolgáltatási idő eloszlásának szórásnégyzete

Ahhoz, hogy az átlagos sorbanállási hossz véges legyen, szükséges, hogy {\displaystyle \rho <1} legyen, máskülönben a feladatok gyorsabban érkeznének, mint ahogy elhagyják a sort.
A ‘forgalom intenzitás’ 0 és 1 között van, és ez egy átlagos része annak az időnek, amikor a kiszolgáló foglalt. Ha a beérkezési ráta {\displaystyle \lambda _{a}} nagyobb vagy egyenlő a {\displaystyle \lambda _{s}} szolgálati rátával, akkor a sorbanállási késleltetés (várakozás) végtelen lesz.

## Átlagos várakozási idő
Ha vesszük W-t, annak az átlagos időnek, amíg az ügyfél várakozik a sorban, akkor {\displaystyle W=W'+\mu ^{-1}}, ahol {\displaystyle W'} az átlagos várakozási idő, és {\displaystyle \mu } a szolgáltatás ideje. Felhasználva a Little-törvényt, mely szerint:
{\displaystyle L=\lambda W}
ahol
- L az átlagos sor hossz
- {\displaystyle \lambda } A Poisson-folyamat beérkezési rátája
- W az átlagos idő (várakozás és kiszolgálás),

így:
{\displaystyle W={\frac {\rho +\lambda \mu {\text{Var}}(S)}{2(\mu -\lambda )}}+\mu ^{-1}.}
Végül írható egy kifejezés az átlagos várakozási időre:
{\displaystyle W'={\frac {L}{\lambda }}-\mu ^{-1}={\frac {\rho +\lambda \mu {\text{Var}}(S)}{2(\mu -\lambda )}}.}